# The Legend of Zelda (Manga)

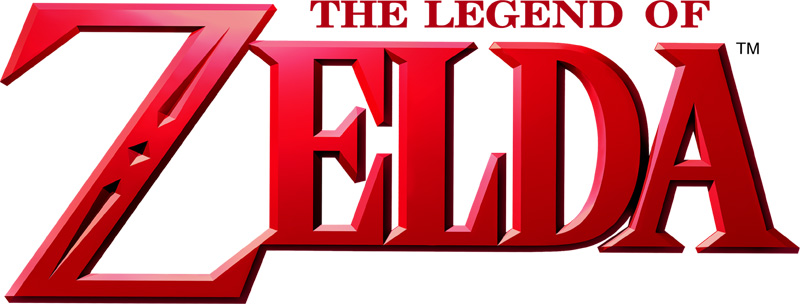
The Legend of Zelda Logo

The Legend of Zelda (japanisch ゼルダの伝説, Zeruda no Densetsu) ist eine Videospiel-Serie des japanischen Konzerns Nintendo, die 1986 erschienen ist. Die Serie gehört zu Nintendos wichtigsten Franchisen und wurde in verschiedenen Medien adaptiert. Zelda-Comics und Mangas bringen die Fantasy-Welt sowohl Spielern als auch Lesern nahe, ohne die Handlungsgrundrisse allzu schwer zu ändern. Im Gegenteil sogar, die Mangas, beispielsweise, können durch (originale) Nebengeschichten viele Sachverhalte erläutern.
Die zentralen Rollen in den Spielen besitzen der Abenteurer und Held Link, die Prinzessin des Königreichs Hyrule Zelda, sowie der Antagonist Ganon, beziehungsweise seine menschliche Erscheinungsform Ganondorf, als spielbarer Charakter. Die Handlung dreht sich meist um ein göttliches Artefakt unendlicher Macht das 'Triforce' genannt wird.

## Comic- und Manga-Adaptionen
Die erste literarische Adaption stammt von dem amerikanischen Verlag Valiant Comics, der 1990 nur fünf Ausgaben einer Comicserie gleichen Namens veröffentlichte. Die Serie folgte dem Inhalt der gleichnamigen Fernsehserie, die nach 13 Episoden abgesagt wurde. Die Protagonisten des Comics waren:
- Link, Abenteurer und Held von Hyrule
- Catherine, Links Pferd, (bekannt als Epona in den Videospielen)
- Prinzessin Zelda von Hyrule
- König Harkinian, Vater von Zelda und Herrscher von Hyrule.
- Impa, Zeldas Kindermädchen.
- Ganon, ein böser Zauberer und König der Dunkelheit.
- Captain Krin, Captain der Wache von North Castle. Er erscheint in keinem der Videospiele, sondern ist eine Hauptfigur in den Comics.

Eine erste Manga-Adaption wurde von Yuu Mishouzaki zwischen 1989 und 1991 veröffentlicht, gefolgt von einer zweiten Adaption von Ataru Cagiva zwischen 1994 und 1996, welche jedoch nicht außerhalb Japans erschienen sind: 1994 Zeruda/Zelda no Densetsu: Yume o Miru Shima (auf Deutsch etwa „Die Legende von Zelda: Die erträumte Insel“, der japanische Name von The Legend of Zelda: Links Awakening) in 2 Bänden und 1995–1996 Zeruda/Zelda no Densetsu: Kamigami no Triforce („Die Legende von Zelda: Triforce der Götter“, der japanische Name von The Legend of Zelda: A Link to the Past) in 3 Bänden.
Vom renommierten Mangaka Shōtarō Ishinomori wurde 1992 ein Seriencomic für das Nintendo Power Magazin erstellt und später in grafischer Romanform (graphic novel) gesammelt, was eine alternative Version der Ereignisse von A Link to the Past ergab. Obwohl Link ein unglückliches, tollpatschiges Kind ist, das in etwas Größeres verwickelt ist, als er es sich je vorgestellt hat, zeigt er großen Mut und erweist sich schließlich als entschlossener und kompetenter Abenteurer. Diese Erzählung zeigt Links Eltern als Ritter von Hyrule, verloren in der Dunklen Welt. Das Werk wurde im November 2015 von Soleil Productions auf Französisch veröffentlicht.
Die seit dem Jahr 2000 unter Nintendo-Lizenz erschienenen Manga von dem japanischen Verlag Shōgakukan sind am bekanntesten. Das Mangaka-Duo A. Honda und S. Nagano, das unter dem Pseudonym Akira Himekawa veröffentlicht, zeichnete eine Mangareihe, die über 8 Spiele des Franchise adaptieren.
Im deutschsprachigen Raum wurden die Manga nach und nach von Tokyopop veröffentlicht und in den USA von VIZ Media bzw. VIZ Kids. Im Jahr 2010 wurde der Manga Ocarina of Time im Rahmen der Frankfurter Buchmesse mit dem Sondermann-Preis ausgezeichnet.
Das Manga-Team von Akira Himekawa produzierte Manga-Adaptionen von The-Legend-of-Zelda Videospielen in Japan, beginnend mit ihrer Manga-Adaption von The Legend of Zelda: Ocarina of Time, die 1999 erstmals von Shōgakukan veröffentlicht wurde.
Derzeit hat Himekawa Manga-Anpassungen von mehr als acht Zelda-Spielen (einschließlich der beiden Oracle-Spiele) produziert, wobei das letzte Manga The Legend of Zelda: Twilight Princess ist. Viz Media plant derzeit die Veröffentlichung englischer Übersetzungen von Himekawas Zelda-Manga in Nordamerika, beginnend mit der Anpassung von Ocarina of Time, die im Oktober 2008 veröffentlicht wurde.
Seit Juli 2009 wird eine französische Übersetzung von Soleil Manga veröffentlicht. Das erste verfügbare Manga war A Link to the Past, gefolgt von Ocarina of Time 1 und 2. Himekawas anderer Zelda-Manga wurde noch vor Sommer 2010 ins Französische übersetzt.
Himekawas Mangas, die in Japan zwischen 1998 und 2009 veröffentlicht wurden, wurden von Tokyopop zwischen 2009 und 2011 auch in Deutschland herausgegeben. Die ersten zehn Bände verkauften sich weltweit mehr als 3 Millionen Mal.
Nach einer siebenjährigen Pause kündigte Akira Himekawa über ihre Website und auf Nintendos japanischer Facebook-Seite an, dass ein neuer Zelda-Manga in Arbeit sei, mit einer geplanten Veröffentlichung für Japan im August 2015. Später als Adaption von The Legend of Zelda: Twilight Princess entdeckt, erschien das Manga erst im Februar 2016.

## Liste von Akira Himekawas Werken

### Ocarina of Time
Es ist eine Adaption von The Legend of Zelda: Ocarina of Time, die 1998, und die englische Version 2008, veröffentlicht wurde. Es gibt zwei Handlungsstränge in diesem Manga: einen über Kinder (こども編 Kodomo-hen) und einen über Erwachsene (おとな編 Otona-hen). Der Protagonist ist Link (リンク Rinku/Link) und im Laufe des Buches ist er auf der Suche, Ganondorf (ガノンドロフ Ganondorofu) davon abzuhalten, Hyrule zu übernehmen (ハイラル Hairaru). Prinzessin Zelda (ゼルダ姫 Zeruda/Zelda-hime) hilft ihm bei seiner Suche. Das Buch folgt der Handlung des Spiels mit einigen Unterschiede. Es gibt sechs Kapitel im ersten Buch und neun im zweiten. Einige Informationen im Manga werden hinzugefügt, um bestimmte Punkte zu erklären; zum Beispiel sind in den Mangas durchbohrte Ohren ein Zeichen des traditionellen Ritus der Scheich Passage, obwohl diese im Spiel nicht erwähnt werden. Die Serie wurde von Viz Media in Nordamerika als Band 1 und 2 auf Englisch mit zwei Nebengeschichten veröffentlicht.

#### Ocarina of Time: Staffel 1 [2012]

##### The Great Deku Tree Incident / Der große Deku-Baum Vorfall
Im Kokiri-Wald, dem Einzigen ohne Feen, wird Link von seinem angeblichen Anführer Mido ausgestoßen, und von einer Anderen, Saria, befreundet. Er träumt davon, eines Tages den Wald zu verlassen. Eines Nachts wird eine Kreatur namens Königin Gohma in Kokiris Wächter, dem Großen Deku-Baum, entfesselt.

##### Links Journey Begins / Links Reise beginnt
Link und Mido wagen sich in den Großen Deku-Baum, um Königin Gohma zu bekämpfen. Sie schaffen es, sie zu besiegen und zwingen sie, in ihren ursprünglichen Käferzustand zurückzukehren. Aber trotzdem stirbt der Große Deku-Baum, nachdem er Link offenbart, dass er den bösen Mann, der für diese Tat verantwortlich ist, davon abhalten muss, die Triforce zu erhalten.

##### The Mystery of the Triforce / Das Geheimnis der Triforce
Auf Anweisung des Großen Deku-Baums, reist Link nach Hyrule auf der Suche nach Prinzessin Zelda. Allerdings gerät er in Schwierigkeiten, weil er Essen zu sich nimmt, ohne zu bezahlen. Ein mysteriöses Mädchen rettet Link und bietet ihm an, Zelda zu finden, wenn er einen Tag damit verbringt, mit ihr zu spielen, aber die zwei trennen sich, da eine Gruppe von Gerudo-Söldnern hinter dem Mädchen her sind. Link verliert sie im Chaos und reist schließlich allein nach Hyrule Castle, nur um herauszufinden, dass das Mädchen, das er traf, Zelda selbst war und die Identität des bösen Mannes Ganondorf ist.

##### The Search for the Spiritual Stone of Fire! / Die Suche nach dem spirituellen Feuerstein!
Link erfährt, wo sich Goron's Rubin befindet und macht sich auf den Weg zum Todesberg. Unterwegs zieht Link mit seiner Ocarina ein Stutfohlen an, so dass er den Berg viel schneller erreichen kann. Dort angekommen, weigert sich der Hüter des Rubins, Goron Chief Darunia, sich von dem Juwel zu trennen, es sei denn, Link besiegt den Dodongokönig, der die Goronen daran hindert, ihre Nahrungsversorgung zu erhalten.

##### Inside Jabu-Jabu's Belly / In Jabu-Jabus Bauch
Link erhält den Rubin des Gorons und landet auf der Lon Lon Ranch, wo das Fohlen Epona lebt. Dort trifft er Malon und die Rieseneule Kaepora Gaebora, eine alte Freundin des Großen Deku-Baumes. Die Eule trägt Link zu Zoras Domäne, wo sich das letzte Juwel, der Saphir der Zora, befindet; der Besitzer, Prinzessin Ruto, wurde jedoch von Lord Jabu-Jabu, der Hütergottheit der Zora, um die sie sich kümmert, verschluckt. Link wird ebenfalls verschluckt und stellt sich Barinade. Nachdem sie das Monster besiegen, stellt sich heraus, dass Ruto sich versteckt hatte, weil sie kein Interesse an der arrangierten Ehe hatte, die ihr Vater plante.

##### The Hero of Time Is Born / Der Held der Zeit ist geboren.
Mit den drei Juwelen kehrt Link zu Hyrule zurück, dass nun von Ganondorf und seinen Monstern angegriffen wird. Inmitten des Chaos entkommen Zelda und Impa, aber nicht bevor die Prinzessin die Ocarina der Zeit zu Link wirft. Ganondorf versucht, sie von Link zu nehmen, nachdem er ihn leicht besiegt hat, aber er nimmt die Ocarina, die Saria Link aus Versehen gegeben hat. Mit der Ocarina beschließt Link, die Triforce selbst zu holen, bevor Ganondorf es tut. Er findet das Meister-Schwert und holt es heraus, um es dann für sieben Jahre in den Standby-Modus zu versetzen. Wie ihm der Weise Rauru offenbarte während er suspendiert wurde, nahm Ganondorf die Triforce und stürzte Hyrule in die Dunkelheit. Link erfährt auch von seinem wahren Erbe als Hylian. Jetzt muss Link die anderen fünf Weisen wecken, um Ganondorf zu stoppen.

#### Hero of Time: Staffel 2 [2012–2013]

##### Sword of Legend: The Master Sword / Das Schwert der Legende: Das Meister-Schwert
Link tritt aus dem Tempel hervor und rettet einen Hylianischen Ritter vor einem Stalfos, dem gleichen Stalfos, den er als Kind zu bekämpfen versuchte. Er erfährt bald, dass Zelda seit dem Tag, an dem Hyrule angegriffen wurde, nicht mehr gesehen wurde und dass an der Stelle von Hyrule Castle nun Ganons Turm steht. Um mit den Veränderungen fertig zu werden, beginnt Link seine Reise mit dem Weg zum Waldtempel. Im Turm von Ganon enthüllen die Überreste von Stalfos Ganondorf, dass der Held der Zeit gekommen ist. Infolgedessen beschwört Ganondorf seinen Schatten, um Link zu töten.

##### The Sage of the Forest: Saria / Der Waldweise Saria
Auf dem Weg zum Waldtempel erreicht Link den Kokiri-Wald, nur um festzustellen, dass sein Elternhaus heute in Trümmern liegt. Inmitten davon war Mido, der sein Bestes tut, um den Wald zu schützen. Obwohl er nicht weiß, dass Link derjenige war, der ihn gerettet hat, gab er dem Helden die Schuld dafür, dass er den Angriff auf das Kokiri-Volk verursacht und Saria in den Waldtempel gebracht hat. Die beiden betreten den Waldtempel, nur um Phantom Ganon zu begegnen, der Saria in einem Bild gefangen hat.

##### An Old and Beloved Friend / Ein alter und geliebter Freund
Am Todesberg versucht Link, mit dem Drachen, der den Goron, Volvagia, terrorisiert, zu reden. Wie sich herausstellte, befreite Link, der nach den spirituellen Steinen suchte, Volvagia, während es ein Jungtier war, und freundete sich mit ihm an. Aber Ganondorf nutzte seine Macht, um Volvagia in ein blutrünstiges Monster zu verwandeln, das Link zwang, seinen alten Freund zu töten.

##### Link Vs. Link / Link gegen Link
Im Dorf Kakariko angekommen, ist Link wieder mit Epona vereint. Er trifft auch auf Impa, die nun das Dorf schützt. Unter ihrer Leitung versucht Link, seine Schwertkunst zu verbessern. Aber die Dinge verschlimmern sich, als ein neues Monster auftaucht, dass Link ähnelt.

##### Shadow Guide: Sheik / Schattenführer Scheich
Als Strafe für die Verweigerung von Epona als sein Pferd zu dienen, verurteilt Ganondorf Herrn Ingo mit der Todesstrafe. Doch die Twinrova-Schwestern beschließen, ihn zu benutzen, um Link an die Öffentlichkeit zu locken. Als Link von Herrn Talon erfährt, dass Malon als Geisel gehalten wird, geht er auf die Lon Lon Ranch, um sie zu retten. Aber Ingo und ein Zug von Gerudo warten mitten im Kampf auf ihn. Sheik verrät, dass Zelda irgendwo in der verfluchten Wildnis ist.

##### The Haunted Wasteland / Das verfluchte Ödland
Nachdem er Ruto im Wassertempel geholfen hat, macht sich Link auf den Weg in das verfluchte Ödland. Er wird von Scheich während eines Wüstensturms gerettet, aber als der Gerudo zu ihnen kam, schlägt Scheich Link bewusstlos. Als Link zu sich kommt, besiegt er den kommandierenden Gerudo, Nabooru, und versucht, der Gerudo-Festung zu entkommen. Scheich erscheint und scheint gegen Link kämpfen zu wollen. Aber es stellte sich heraus, dass er hier ist, um ihm zu helfen. Wütend über diesen Verrat greifen Koume und Kotake Scheich an. Als Link Scheichs Zustand überprüft, bemerkt er das Triforce-Wappen an dessen Hand.

##### A Fated Reunion / Eine Schicksalsbegegnung
Mit Naboorus Hilfe holt Link Scheich aus der Gerudo-Festung. Link versteckt sich im Geisttempel und erfährt, dass Scheich tatsächlich Zelda in Verkleidung ist. Nachdem Ganondorf die Macht übernommen hatte, ließ Zelda sich von Impa zu einem Scheich machen, um sich als Nachkomme des verbannten Scheichs auszugeben und Ganondorfs Vertrauen zu gewinnen, auch wenn dies bedeutet, Link zu täuschen. Es wird auch enthüllt, dass Ganondorf nur ein Drittel der Macht der Triforce erlangt hat. Die Twinrova-Schwestern kommen an, um Link zu töten und Zelda zu entführen, aber Nabooru gibt Link den Spiegelschild, den sie kürzlich aus dem Tempel gestohlen hat, um die Hexen mit ihrer eigenen Magie zu töten. Doch der Sieg ist kurz, denn Ganondorf holt Zelda, die Besitzerin des Triforce of Wisdom.

##### Ganondorf Defeated! / Ganondorf besiegt!
Nachdem Link von Nabooru mehr über Ganondorf erfahren hat, nimmt er sie mit, um Zelda zu retten. Aber Ganons Turm ist unerreichbar, bis Nabooru als 6. Weiser erwacht und ihre Kräfte mit den Anderen kombiniert, um eine Brücke zu bauen und Link in die Burg zu bringen. Dort erfährt Link, dass er den Triforce of Courage besitzt, während er Ganondorf kämpft und besiegt.

##### A New Journey Begins / Eine neue Reise beginnt
Link und Zelda entkommen dem einstürzenden Turm von Ganon. Während es das Ende zu sein scheint, taucht Ganondorf auf. Der unbändige Hass, den er auf Link hat, veranlasst die Triforce of Power dazu, ihn in ein Monster zu verwandeln. Es ist ein langer und schwieriger Kampf, aber Link besiegt Ganon, bevor die Weisen ihre Kräfte nutzen, um das Monster in die Dunkle Welt zu verbannen. Zelda verrät, dass sie dafür verantwortlich ist, dass Ganondorf die Leitung übernehmen konnte. Als letzter Weiser hat Zelda die Macht, Link zurück in seine eigene Zeit zu schicken, um die Dinge neu zu beginnen. Link offenbart seine Liebe zu Zelda, aber Zelda sagt ihm, dass er zurückkehren muss, also gibt Link ihr die Ocarina der Zeit. Link kehrt als Kind in seine eigene Zeit zurück, die heute frei von Ganondorfs bösem Einfluss ist. Dort sprießt der neue Deku-Baum, und Mido wartet darauf, dass sein Freund zurückkommt. Wie im Spiel dreht sich Zelda an ihrem Gartenfenster um, um Link vorwärts gehen zu sehen, und die Geschichte endet damit, dass sich die beiden in der gleichen Pose wie auf dem Endbildschirm des Spiels ansehen.

### Majora's Mask
Es ist eine Umsetzung von The Legend of Zelda: Majora's Mask, die im Jahr 2000 und in der englischen Version im Jahr 2009 veröffentlicht wurde und an das Ende der vorherigen Anpassung anknüpft. Es ist ein Band, und das letzte Kapitel enthält die Spekulation des Künstlers darüber, woher die Maske von Majora stammt. Der Band wurde von Viz Media in Nordamerika als Band 3 auf Englisch veröffentlicht.
Nach dem Manga, der eine andere Geschichte hat als das Spiel darstellt, war die Maske selbst ein altes und gefährliches Artefakt, das aus der Rüstung eines legendären und bösen Tieres namens Majora hergestellt wurde, dass von einem als menschlicher Reisender getarnten Wesen zu sterbender Erschöpfung getanzt wurde. Einer Legende zufolge, die „von den Menschen selbst“ ausgedacht wurde, erhält jeder, der die Rüstung des Tieres besitzt, eine große und schreckliche Macht. Alle, die sich ihm näherten, Krieger, Männer und Frauen gleichermaßen, auch mit guten Absichten, wurden ohne Reue verschlungen. Die frühen terminianischen Stämme benutzten die Maske in ihren verfluchten Verhexungsritualen, aber als die durch die Maske verursachten Übel zu viel wurden, um sie zu ertragen, schlossen sie sie für immer in der Dunkelheit ab… so hofften sie.
Als Maske des Teufels gewann Majora's Mask seine Macht aus den bösen Wünschen, die die Menschen in ihrem Kopf hatten, als sie von dem Tier verschlungen wurden, oder aus den Flüchen als die Rüstung zur Maske gemacht wurde. Als es von Mitglied zu Mitglied im Stamm überging, sammelte es seine Macht, bis sie zu stark war, um kontrolliert zu werden. Der Stamm starb aus, aber die Maske lag noch in der Dunkelheit. Der „Happy Mask Salesman“ unternahm große Anstrengungen, um sie zu bekommen, aber auf seiner Reise in den Lost Woods wurde es von Skull Kid und seinen Feen Tatl und Tael gestohlen (ein Hinweis auf den Satz, Tattle Tail). Als Skull Kid sie trug, wurde er von der bösen Essenz besessen, die in der Maske gefangen war, und nach Termina gelockt, wo er Schaden unter den Stadtbewohnern anrichtete, vor allem, weil er die Verlobung von Anju mit Kafei behinderte. Das größte Problem, das durch die Maske verursacht wurde, war, dass der Mond aus seiner Umlaufbahn gerissen wurde und sich auf einem Kollisionskurs mit der Hauptstadt von Termina befand. Der Mond hätte alles Leben in einer Feuerkatastrophe vernichtet, wenn Link nicht eingegriffen hätte. Mit der Kraft der Maske der Wilden Gottheit besiegte er die Maske von Majora und rettete Termina. Nach diesen Ereignissen wurde der Mond zurück in die Umlaufbahn geschickt.
Wie bereits erwähnt, hat Skull Kid vielen Menschen in Termina Unrecht getan als er besessen war. Darüber hinaus versiegelte er seine ehemaligen Freunde, die Vier Wächter, in den Masken böser Götter und versiegelte sie in den Tempeln in den vier Himmelsrichtungen. Link musste alle von ihnen befreien, um Termina zu retten.
Eine originelle Nebengeschichte am Ende des Bandes enthüllt den Ursprung von Majora's Mask.

### Oracle of Seasons and Oracle of Ages
Basierend auf Oracle of Seasons und Oracle of Ages, umfasst es 2 Bände. Oracle of Seasons und Oracle of Ages wurden von Viz Media in Nordamerika in englischer Sprache als Volume 4 bzw. 5 veröffentlicht.

### Four Swords
Basierend auf The Legend of Zelda: Four Swords Adventures, umfasst es zwei Bände und zwölf Kapitel. Im zweiten Band ist ein sogenannter Omake enthalten. Die Serie wird von Viz Media in Nordamerika in den Bänden 6 und 7 auf Englisch veröffentlicht.

### The Minish Cap
Geschrieben von Akira Himekawa und Anfang 2006 in Japan veröffentlicht, erzählt dieser Manga die Abenteuer von Link im gleichnamigen Spiel, darunter ein kurzer Omake mit Ezlo und Vaati. Viz veröffentlichte am 1. Dezember 2009 eine englische Adaption dieses Manga als Volume 8 ihrer Zelda-Serie.

### Triforce of the Gods
Eine Manga-Adaption von The Legend of Zelda: A Link to the Past nach der Veröffentlichung des Game-Boy-Advance-Ports. In seiner Erzählung wird Agahnim als Freund von Links Vater enthüllt. Agahnim nahm die Magie auf und lernte, wie man das Siegel der Weisen bricht, nachdem er für Ganons Dienste rekrutiert wurde. Als Agahnim mit seinem Freund konfrontiert wurde, schickte er ihn und seine Frau in die dunkle Welt.
Viz veröffentlichte am 2. Februar 2010 eine englische Version dieses Manga (umbenannt in A Link to the Past, passend zum nordamerikanischen Pendant des Spiels) als Volume 9 ihrer Zelda-Serie.

### Phantom Hourglass
Ursprünglich Anfang 2009 in Japan veröffentlicht, basiert es auf dem DS-Abenteuer The Legend of Zelda: Phantom Hourglass, der Fortsetzung von Wind Waker. Obwohl der Manga die Charaktere des Spiels und die Gesamthandlung beibehält, wurden viele der Persönlichkeiten des Charakters und einige Ereignisse im Spiel geändert, was zu negativen Reaktionen bei mehreren Fans des ursprünglichen Spiels führte. Dennoch erhält sie weiterhin positive Bewertungen. Viz veröffentlichte am 7. September 2010 eine englische Adaptation dieses Manga als Volume 10 ihrer Zelda-Serie.

### Skyward Sword
The Legend of Zelda: Skyward Sword ist ein Manga, das lose auf dem gleichnamigen Spiel von Akira Himekawa gezeichnet basiert. Eine Vorschau auf die ersten 32 Seiten des Mangas wurde in dem Artbook Hyrule Historia aufgenommen. Das Manga dient als Vorläufer der Geschichte von Skyward Sword.

### Twilight Princess
Eine Manga-Serie basierend auf The Legend of Zelda: Twilight Princess, geschrieben und illustriert von Akira Himekawa, wurde erstmals am 8. Februar 2016 veröffentlicht. Die Anpassung begann fast zehn Jahre nach der Veröffentlichung des Spiels, auf dem sie basiert, aber nur einen Monat vor der Veröffentlichung des HD-Remakes für die Wii U, Twilight Princess HD.

## Andere Werke von einzelnen Mangaka

### Romane und Yonkoma Manga
Fünf Romane (erschienen bei Futabusha) und mehrere Yonkoma-Mangas (erschienen bei Shiseisha), die auf Aspekte der Serie The Legend of Zelda basieren, wurden ebenfalls veröffentlicht.

### The Legend of Zelda: The Wind Waker – Links Logbuch
Dieser Manga ist eine Adaptation von The Wind Waker, parodiert aber Szenarien im Spiel. Obwohl es die Mehrzahl von The Wind Waker adaptiert, überspringt es die meisten Dungeons und Szenen bis zum Höhepunkt der Geschichten. Es wurde fast direkt nach der Freigabe von The Wind Waker veröffentlicht.

### Penny Arcade Presents The Legend of Zelda: Skyward Sword
Ein kurzer Comic, der wöchentlich in fünf Teilen auf Nintendos offizieller The Legend of Zelda: Skyward Sword Webseite veröffentlicht wurde, geschrieben und illustriert von Jerry Holkins und Mike Krahulik im Rahmen ihrer Penny Arcade Presents Serie. Die Handlung wird von Gaepora, Zeldas Vater, erzählt.